# Zlata Ohnyevics
Inna Leonyigyivna Borgyuh (ukránul: Інна Леонідівна Бордюг, művésznevén Zlata Ohnyevics (ukránul: Злата Огнєвіч; Murmanszk, 1986. január 12.) ukrán énekesnő. Először 2010-ben próbált meg kijutni az Eurovíziós Dalfesztiválra Tiny Island című dalával, mellyel az ötödik helyet szerezte meg az ukrán döntőben. 2011-ben pedig csak egy hajszál választotta el attól, hogy ő képviselje hazáját a Dalfesztiválon, ugyanis The Kukushka (Kakukk) című dalával a második helyen végzett a hazai döntőben. Azonban 2013-ban sikerrel járt: maximális pontszámmal megnyerte az ukrán dalversenyt, így ő képviselhette Ukrajnát a 2013-as Eurovíziós Dalfesztiválon, a svédországi Malmöben. A döntőben végül a harmadik helyezést érte el. 2014 decembere és 2015 novembere között az Ukrán Legfelsőbb Tanácsban Oleh Ljasko Radikális Pártjának képviselője volt.

## Életpálya

### A kezdetek
Zlata Ohnyevics 1986. január 12-én született Oroszország legészaknyugatibb területén, Murmanszk kikötővárosában. Szudákban nőtt fel, amely egy Ukrajnában fekvő Krím-félszigeten található történelmi kisváros. Édesapját 1991-ben ugyanis Szudakba helyezték, aki katonai sebész volt egy szovjet tengeralattjárón. Ekkor Ohnyevics élete jelentősen megváltozott. Ezt megelőzően több városban is éltek. Édesanyja nyelvész, orosz nyelv-, és irodalomtanár.
Az énekesnő életében csak később jelentkezett az éneklés, mint hivatás. Miután két iskolát is befejezett, 18 évesen Kijevbe utazott, ahol megkezdődött a zenei karrierje. Az R.M.Glier Kijevi Zeneművészeti Főiskola intézményében finomította a vokális képességeit, majd a Kijevi Zenei Intézetben folytatta tanulmányait – abban az időben a jazz tanszéken tanult. Szólistaként az Ukrán Fegyveres Erők dal- és táncegyüttesében szerzett tapasztalatot.
2009 végén próbált először szerencsét, hogy kijuthasson az Eurovíziós Dalfesztiválra, ám az akkori dala (Tiny Island) harminc ponttal az ötödik helyen végzett a 2010. március 20-ai ukrán döntőben. Egy év múlva újra próbálkozott: 2010 végén adta elő először a The Kukushka (КУКУШКА) című dalát, ami a második helyezést érte el a 2011. február 26-ai, hazai döntőben. E szerzeményt ukrán nyelven adta elő az énekesnő. Kis idő elteltével a közönség panaszaira reagálva egy újabb döntőt hirdetett meg az ukrán közszolgálati televízió az előző verseny dobogósaival, ugyanis csalással vádolták a nyertest, Mika Newtont. Azonban Ohnyevics és a harmadik helyezett, Jamala ekkor már visszalépett a részvételtől. Az alkotáshoz készült videóklip december elején látott napvilágot.
Ugyanebben az évben, az FK Sahtar 75. évfordulóján, a Donbasz Arénában az énekesnő nyithatta meg a koncertet, ahol előadta az ukrán himnuszt. 2011 szeptemberében ő képviselte Ukrajnát a Krím Zenei Fesztiválon, a fiatal előadók első nemzetközi versenyén az Adagio című Lara Fabian alkotással, melyet olasz nyelven adott elő. Ekkor az énekesnő az első helyezést érte el, majd egy különdíjat vett át a sajtótól. 2011 júniusában az argentin Nagykövetség külföldi diplomatái tüntették ki, mint „Ukrajna legjobb hangját”, és egy különdíjat jutalmaztak neki.

2012. február 18-án vendégfellépő volt a One Day című alkotásával az Eurovíziós Dalfesztivál előtti ukrán döntőben. Tavasszal egy ukrán díjátadó ünnepségen adta elő Andrea Bocelli híres szerzeményét, a Time To Say Goodbye-t Alexander Krivoshapkoval karöltve, akit az ukrán X Factorban ismerhettek meg az emberek. Ősszel ismét a Krím Zenei Fesztiválon lépett fel az открывает (Opens) című dallal, mint az első Krím Zenei Fesztivál nyertese (2011). Ohnyevics és csapata hónapokon át dolgozott ezen az alkotáson, főleg a dal felvételén.

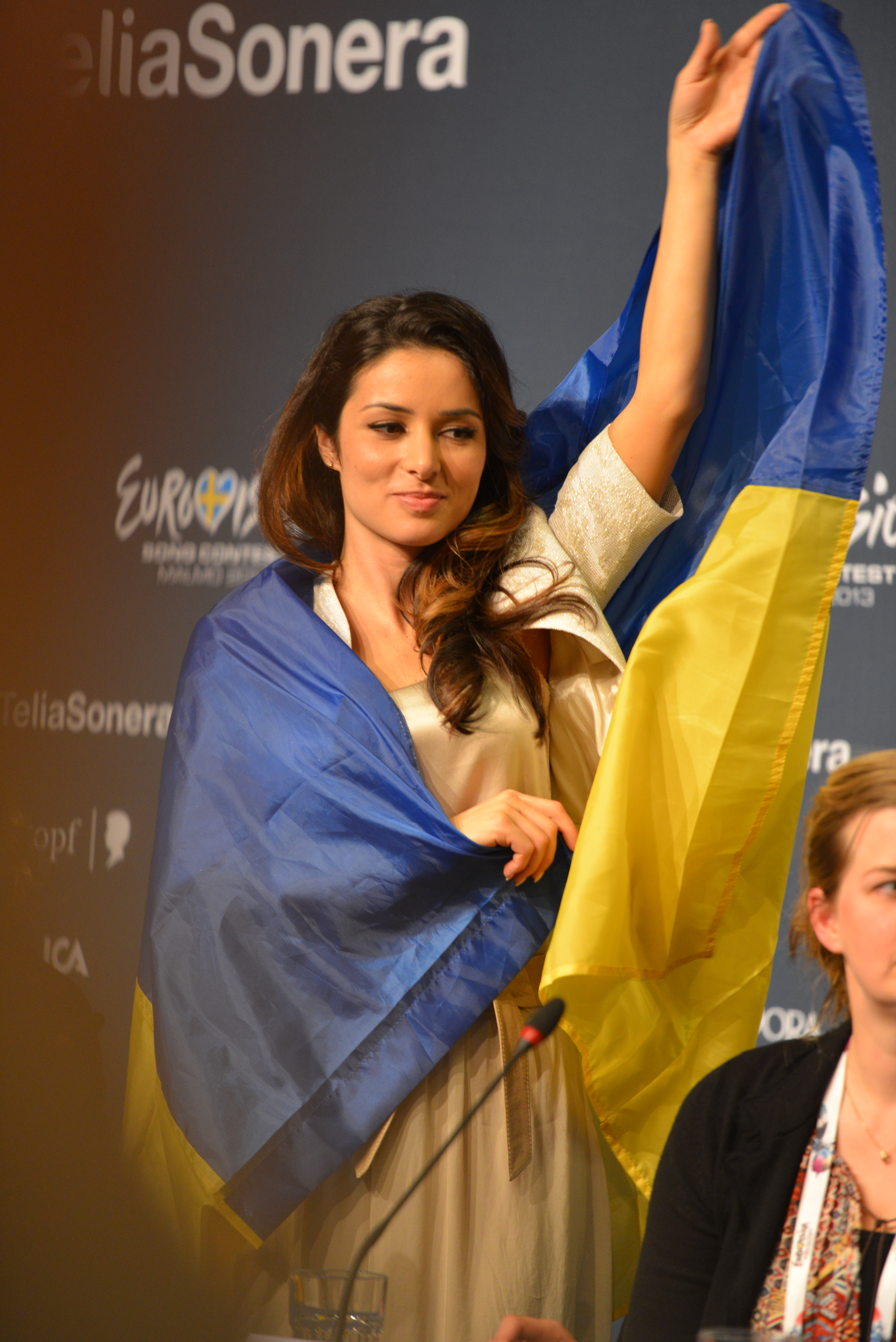
Zlata Ognevich az Eurovíziós Dalfesztivál sajtótájékoztatóján (2013)

2012. december 23-án sikert aratott a Gravity című dallal, ugyanis a maximális pontszámot szerezte meg az ukrán döntőben, így az énekesnő képviselhette Ukrajnát a 2013-as Eurovíziós Dalfesztiválon, a svédországi Malmőben. A dal szerzője Mikhail Nekrasov, aki Ruszlana (a 2004-es Eurovízió nyertese) győztesdalának szerzője.

### 2013-tól napjainkig

#### Eurovíziós Dalfesztivál (2013)
2013 áprilisában a versenyzők koncertet adtak a versenydalaikkal. Elmondása szerint nem szokott a győzelemre gondolni, mint ahogyan az Eurovízió előtt sem foglalkozott ezzel.
"A legkülönlegesebb az maga a dal (Gravity). Azt az eszmét szeretnénk hozni, hogy az élet törékeny, és sok dolog arra késztet minket, hogy érezzük a felelősségek súlyát. (...) Az előadást nem szeretnénk leleplezni. Egy precíz munkafolyamat alatt áll, és a csapat minden erőfeszítésével azon van, hogy érdekessé tegye" – mondta a Dalfesztivál előtt. Ognevich sikereihez nagyban hozzájárul az együttműködése a zeneszerző és producer Mikhail Nekrasovval, és csapatával.
"Számomra a verseny összekapcsolódik az óriási munkával. Továbbá, több száz embert szögez a képernyők elé. Az Eurovízió egy ünnep, ahol új sztárok és dalok jelennek meg. (...) Ez az, amiért az Eurovíziós Dalfesztiválnak ilyen élénk történelme van odaadó rajongókkal" – fogalmazta meg gondolatait az Eurovízióról.

A Dalfesztiválon is jó helyen végzett az énekesnő: a május 14-ei elődöntőn harmadikként, 140 ponttal jutott tovább. A május 18-ai döntőn 214 ponttal (hazánk 7 ponttal gazdagította az énekesnőt) szintén a harmadik helyezést érte el. 20 ponttal előzte meg a második helyezett, az azeri Farid Mammadov. A döntő után számos jó kritikát kapott, melyekben leginkább az énekhangját bírálták pozitívan, és azon a véleményen voltak, hogy az énekesnő akár meg is nyerhette volna a dalversenyt.

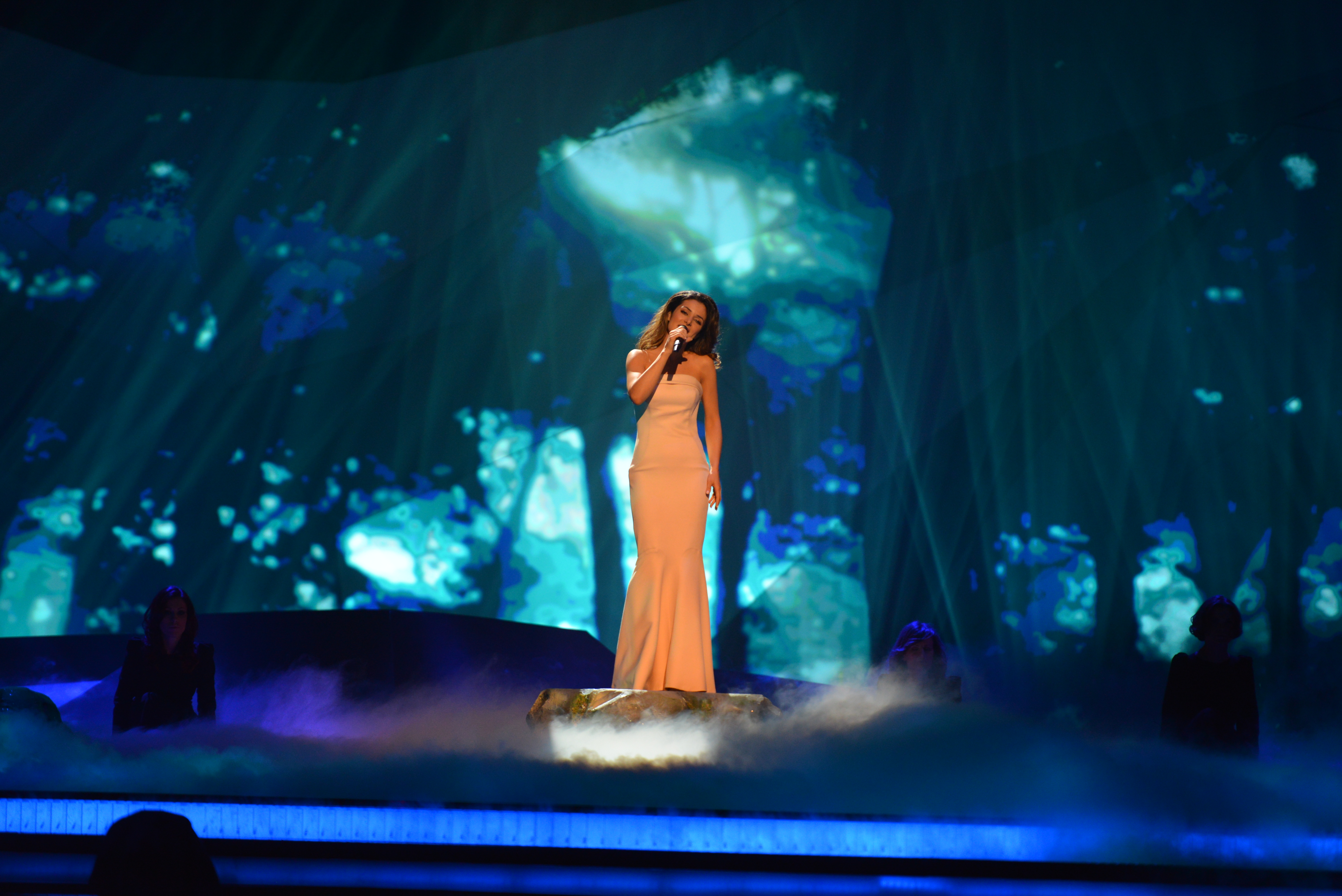
Zlata Ognevich a 2013-as Eurovíziós Dalfesztivál egyik próbáján

Május 29-én Koszovóba látogatott, ahol az ENSZ békefenntartó csapatai fennállásuk 65. évfordulóját ünnepelték. Ukrajna volt az az ország, amely javasolta, hogy ünnepeljék meg ezt a napot.
Szeptember 21-én Makszim Burszak és Nick Blackwell bokszmérkőzése előtt Ohnyevics énekelte el az ukrán himnuszt. November 30-án pedig az énekesnő volt a Junior Eurovíziós Dalfesztivál házigazdája Tyimur Mirosnicsenko oldalán, ahol fel is lépett.
2014. május 10-én, az Eurovíziós Dalfesztivál döntőjében, a versenydalok elhangzása után Ohnyevics közölte a pontszámokat hazájából, miszerint melyik országnak hány pontot szánt Ukrajna. Május 20-án egy új ukrán nyelvű dalt osztott meg közösségi oldalán, amely a My Melody (Моя Мелодія) címet viseli. A szerzeményhez egy dalszöveges videó társul.
November 20-án debütált az Ice & Fire című alkotás, mely egy duett Eldar "Ell" Gasimov, azeri énekessel, aki a 2011-es Eurovíziós Dalfesztivál nyertese volt Nikki oldalán.
2023-ban ő hirdeti ki az ukrán szakmai zsűri szavazatait az Eurovíziós Dalfesztiválon.

## Diszkográfia

### Dalok
- КРУЖЕВА (Lace) – 2015
- Ice & Fire (duett Eldar "Ell" Gasimovval) – 2014
- Моя Мелодія (My Melody) – 2014
- Gravity – 2013
- открывает (Opens) – 2012
- One Day (2012)
- ДАЛЕКО (Far Away) – 2011
- My Bunny (2011)
- Japan – 2011
- КУКУШКА (The Kukushka) – 2010
- Kiss – 2010
- АНГЕЛЫ (Angels) – 2010
- ОСТРОВ ЛЮБВИ (Tiny Island) – 2010
- Prystrast (Passion) – 2010